# 福斯財經網
福斯財經網（英語：Fox Business Network，或作）是美國的一個有線電視和衛星電視頻道，主要播出財經新聞，由福斯公司所有。2015年2月2日，福斯財經網可以在全美74,224,000格付費電視用戶家庭收看，佔擁有電視家庭的63.8%。福斯財經網於2007年10月15日開始播出。2012年9月17日，福斯財經網開始用高清訊號播出。

## 外部連結
- 官方网站
- Fox News Channel website （页面存档备份，存于）